# Synaphosus
Synaphosus es un género de arañas araneomorfas de la familia Gnaphosidae. Se encuentra en África, Eurasia y Norteamérica.

## Lista de especies
Según The World Spider Catalog 12.0:
- Synaphosus daweiensis Yin, Bao & Peng, 2002
- Synaphosus evertsi Ovtsharenko, Levy & Platnick, 1994
- Synaphosus femininis Deeleman-Reinhold, 2001
- Synaphosus gracillimus (O. Pickard-Cambridge, 1872)
- Synaphosus intricatus (Denis, 1947)
- Synaphosus kakamega Ovtsharenko, Levy & Platnick, 1994
- Synaphosus karakumensis Ovtsharenko, Levy & Platnick, 1994
- Synaphosus khashm Ovtsharenko, Levy & Platnick, 1994
- Synaphosus kris Deeleman-Reinhold, 2001
- Synaphosus makhambetensis Ponomarev, 2008
- Synaphosus minimus (Caporiacco, 1936)
- Synaphosus nanus (O. Pickard-Cambridge, 1872)
- Synaphosus neali Ovtsharenko, Levy & Platnick, 1994
- Synaphosus palearcticus Ovtsharenko, Levy & Platnick, 1994
- Synaphosus paludis (Chamberlin & Gertsch, 1940)
- Synaphosus raveni Deeleman-Reinhold, 2001
- Synaphosus sauvage Ovtsharenko, Levy & Platnick, 1994
- Synaphosus shirin Ovtsharenko, Levy & Platnick, 1994
- Synaphosus soyunovi Ovtsharenko, Levy & Platnick, 1994
- Synaphosus syntheticus (Chamberlin, 1924)
- Synaphosus taukum Ovtsharenko, Levy & Platnick, 1994
- Synaphosus trichopus (Roewer, 1928)
- Synaphosus turanicus Ovtsharenko, Levy & Platnick, 1994
- Synaphosus yatenga Ovtsharenko, Levy & Platnick, 1994